# Robert Motherby

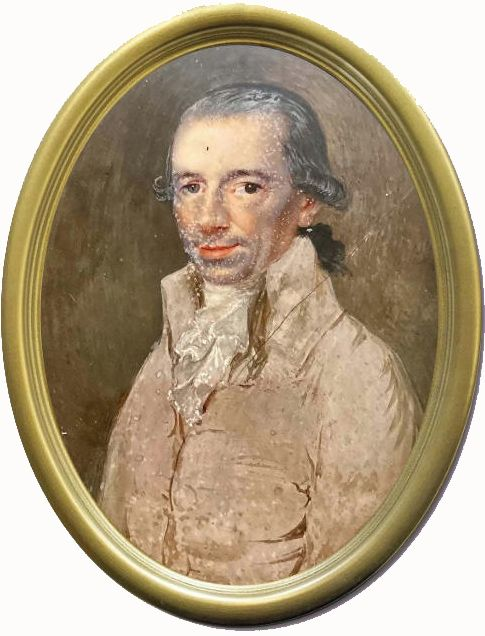
Robert Motherby

Robert Motherby (* 23. Dezember 1736 in Kingston upon Hull; † 13. Februar 1801 in Königsberg) war ein englischer Händler in Ostpreußen und Freund Immanuel Kants.

## Leben
Sein Vater George (geb. 20. Dezember 1688), verheiratet mit Anne Hotham, starb 1748, als Robert noch ein Kind war. Robert kam um 1751 nach Königsberg, weil der englische Kaufmann Joseph Green einen zuverlässigen jungen Engländer als Gehilfen suchte, der, weil dieser kinderlos blieb, Teilhaber werden konnte.
Motherby gewöhnte sich, trotz fehlender Deutschkenntnisse, schnell in Königsberg ein und übernahm die Firma schließlich vollständig, Green, Motherby & Co. 1762 heiratete er die aus einer hugenottischen Familie stammende Charlotte Toussaint (30. April 1742–10. September 1794). Sie war eine der Töchter des ursprünglich aus Frankreich stammenden und dann in Magdeburg aufgewachsenen Jean Claude Toussaint (1709–1774) und dessen Königsberger Ehefrau Catherine, geb. Fraissinet (1719–1744). Jean Claude Toussaint war ein Mitinhaber des Handelshauses Toussaint & Laval.
Im März 1770 weilte auch Roberts Bruder, der Arzt George Motherby, in Königsberg und impfte mehrere Kinder gegen die Pocken.
Charlotte und Robert Motherby hatten elf Kinder (sechs Söhne und fünf Töchter; ein Sohn und eine Tochter starben kurz nach der Geburt). Einer der Söhne war der Arzt und Landwirt William Motherby; der jüngste, John Motherby (* 15. September 1784 in Königsberg; †  19. Oktober 1813 in Leipzig),;  diente als Hauptmann im Königlich-Ostpreußischen Königsberger Landwehr-Bataillon und fiel in der Leipziger Völkerschlacht.

## Freundschaft zu Kant

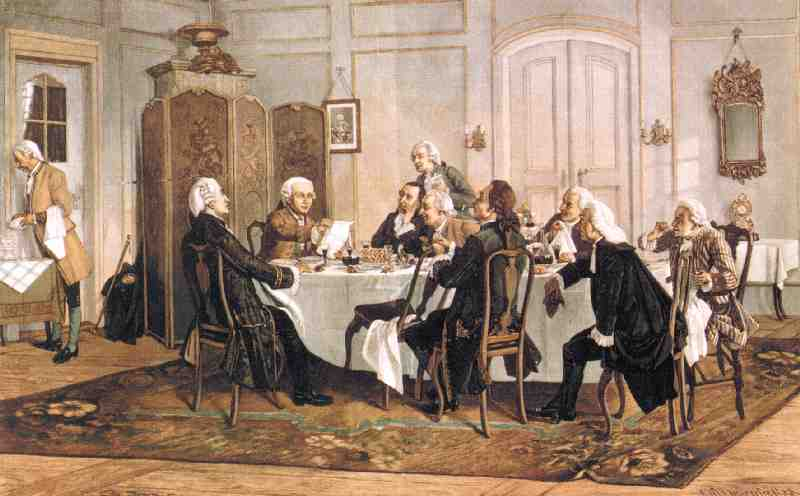
Robert Motherby (vierter von links) in einem verschollenen Gemälde von Emil Doerstling (1892/93)

Die Freundschaft zwischen Kant und Robert Motherby reicht mindestens ins Jahr 1763 zurück.  Kant war ständiger Sonntagsgast im Hause Motherby; er spielte und scherzte mit den Kindern und aß mit der Familie zu Mittag. Dazu schickte Robert Motherby stets Sonntagvormittag seinen Diener zu Kant, der ihm die Einladung überbrachte. Wenn Kant seinerseits Robert Motherby zum Mittagessen einlud, schickte er am Vormittag desselben Tages seinen Diener Martin Lampe mit einem schriftlichen Billet. Auf diese höfliche Geste legte Kant stets viel Wert: der Eingeladene sollte die Freiheit erhalten abzusagen, wenn es ihm nicht passte. Kants Freundschaften waren von Rücksichtnahme und Respekt geprägt. Kant vertraute Joseph Green und Robert Motherby in allen Geldgeschäften und legte seine Ersparnisse mit Gewinn bei ihnen an.